# U-425
Unterseeboot 425 foi um submarino alemão do Tipo VIIC, pertencente a Kriegsmarine que atuou durante a Segunda Guerra Mundial.

## Comandantes
| Comandante            | Data                                          |
| --------------------- | --------------------------------------------- |
| Kptlt. Heinz Bentzien | 21 de abril de 1943 - 17 de fevereiro de 1945 |

## Subordinação
Durante o seu tempo de serviço, esteve subordinado às seguintes flotilhas:
| Período                                          | Flotilha                                   |
| ------------------------------------------------ | ------------------------------------------ |
| 21 de abril de 1943 - 31 de outubro de 1943      | 8. Unterseebootsflottille (treinamento)    |
| 1 de novembro de 1943 - 31 de dezembro de 1943   | 9. Unterseebootsflottille (serviço ativo)  |
| 1 de janeiro de 1944 - 14 de setembro de 1944    | 11. Unterseebootsflottille (serviço ativo) |
| 15 de setembro de 1944 - 17 de fevereiro de 1945 | 13. Unterseebootsflottille (serviço ativo) |

## Operações conjuntas de ataque
O U-425 participou das seguinte operações de ataque combinado durante a sua carreira:
- Rudeltaktik Isegrim (1 de janeiro de 1944 - 27 de janeiro de 1944)
- Rudeltaktik Werwolf (29 de janeiro de 1944 - 1 de fevereiro de 1944)
- Rudeltaktik Werwolf (7 de fevereiro de 1944 - 27 de fevereiro de 1944)
- Rudeltaktik Trutz (13 de maio de 1944 - 6 de junho de 1944)
- Rudeltaktik Dachs (31 de agosto de 1944 - 3 de setembro de 1944)
- Rudeltaktik Grimm (15 de setembro de 1944 - 1 de outubro de 1944)
- Rudeltaktik Panther (17 de outubro de 1944 - 10 de novembro de 1944)
- Rudeltaktik Rasmus (6 de fevereiro de 1945 - 13 de fevereiro de 1945)